# Sutter Creek (Kalifornija)
Sutter Creek je grad u američkoj saveznoj državi Kalifornija. Prema popisu stanovništva iz 2010. u njemu je živjelo 2.501 stanovnika.